# Antonino Rocca
Antonino Biasetton, né le 13 avril 1921 à Trévise et mort le 15 mars 1977 à New York, est un catcheur (lutteur professionnel) italo-argentin connu sous le nom de ring d'Antonino Rocca.
Il commence sa carrière de catcheur en Argentine et part aux États-Unis à la fin des années 1940. Il est notamment le premier champion international poids lourd de la Capitol Wrestling Corporation. En plus de cela, il est un des premiers catcheurs à avoir un style de catch aérien.
Il meurt le 15 mars 1977 à la suite des complications d'une infection urinaire.

## Jeunesse
Biasetton est né à Trévise et sa famille part vivre en Argentine alors qu'il a 15 ans. Une fois arrivé en Argentine, il fait du rugby au sein de l'Atlético del Rosario. À 18 ans, il fait partie de l'équipe de Rosario qui bat l'équipe d'Angleterre de rugby.

## Carrière de catcheur
Alors qu'il vit en Argentine, Biasetton rencontre le catcheur russe Kola Kwariani avec qui il commence à apprendre le catch. Il fait aussi la connaissance de l'ancien champion du monde poids lourd de catch Stanislaus Zbyszko (en) qui l'entraîne. Biasetton décide de devenir catcheur et prend le nom de ring d'Antonino Rocca et a la particularité de lutter pied nu durant toute sa carrière. Il explique cela dans une interview en 1952 en disant qu'il a de grand pieds et est alors trop pauvre pour se payer des chaussures lui permettant de faire du catch. 
Rapidement Rocca devient populaire en Argentine car son style plus spectaculaire plait au public. À la fin des années 1940, Toots Mondt organise une tournée de catcheur américain en Argentine et entend parler de Rocca. Il décide alors de faire de lui le premier champion international poids lourd de la Capitol Wrestling Corporation, la fédération pour laquelle Mondt travaille comme booker, courant 1948,. Pour obtenir ce titre, il remporte un tournoi à Buenos Aires en battant Dick Schikat en finale d'un tournoi.
Cependant, ce n'est pas Mondt qui fait venir Rocca aux États-Unis mais un promoteur de catch texan du nom de Nick Elitch. Elitch le met rapidement en valeur en faisant de lui le champion poids lourd du Texas de la National Wrestling Alliance (NWA) le 6 août 1948 après sa victoire face à Dizzy Davis.

## Palmarès

### Championnats et accomplissements
- American Wrestling Association (Ohio)[c] (AWA)
  - 1 fois champion du monde poids lourd de l'AWA[8]
- Capitol Sports
  - 1 fois champion d'Amérique du Nord par équipes avec Miguel Pérez[9]
- Capitol Wrestling Corporation / World Wrestling Federation (CWC / WWF)
  - 1 fois champion du monde par équipes de la National Wrestling Alliance (version Capitol)[10]
  - 1 fois champion international poids lourd de la CWC[6]
  - Membre du WWF Hall of Fame (promotion 1995)[11]
- Commission Athlétique de Montréal
  - 1 fois champion du monde poids lourd de la Commission Athlétique de Montréal[12]
- Southwest Sports, Inc.
  - 2 fois champion poids lourd du Texas de la National Wrestling Alliance[7]

### Matchs à pari
| # | Résultat | Enjeu | Adversaire (enjeu)      | Date             | Lieu                              | Notes |
| - | -------- | ----- | ----------------------- | ---------------- | --------------------------------- | ----- |
| 1 | Victoire | NC    | Mr X (masque)           | 20 novembre 1950 | Cleveland (Ohio)                  |       |
| 2 | Victoire | NC    | Zebra Kid (masque)      | 12 mars 1952     | Washington (district de Columbia) |       |
| 3 | Victoire | NC    | Zebra Kid (masque)      | 12 avril 1952    | Trenton (New Jersey)              |       |
| 4 | Victoire | NC    | The Masked Man (masque) | 3 octobre 1952   | Richmond (Virginie)               |       |
| 5 | Victoire | NC    | Golden Terror (masque)  | 18 mai 1953      | Washington (district de Columbia) |       |
| 6 | Victoire | NC    | Red Demon (masque)      | 25 novembre 1954 | Washington (district de Columbia) |       |
| 7 | Victoire | NC    | The Mask (masque)       | 20 décembre 1954 | Boston (Massachusetts)            |       |
| 8 | Victoire | NC    | Red Raider (masque)     | 2 février 1960   | Tampa (Floride)                   |       |
| 9 | Victoire | NC    | Mr X (masque)           | 8 mars 1962      | Greensboro (Caroline du Nord)     |       |

## Récompenses des magazines et autres distinctions
- Professional Wrestling Hall of Fame and Museum
  - Membre du Hall of Fame (promotion 2003)[14]